# 82
El año 82 (LXXXII) fue un año común comenzado en martes del calendario juliano, en vigor en aquella fecha.
En el Imperio romano, era conocido como el Año del consulado de Augusto y Sabino (o menos frecuentemente, año 835 Ab urbe condita). La denominación 82 para este año ha sido usado desde principios del período medieval, cuando el Anno Domini se convirtió en el método prevalente en Europa para nombrar a los años.

## Acontecimientos
- El emperador Domiciano crea la Legio I Minervia.
- Domiciano y Tito Flavio Sabino ejercen el consulado en Roma.